# Fawo Xiang
Fawo Xiang (kinesiska: 发窝, 发窝乡) är en socken i Kina. Den ligger i provinsen Yunnan, i den sydvästra delen av landet, omkring 99 kilometer nordväst om provinshuvudstaden Kunming. Antalet invånare är 13 110. Befolkningen består av 6 394 kvinnor och 6 716 män. Barn under 15 år utgör 18,0 %, vuxna 15-64 år 72 %, och äldre över 65 år 8,0 %.
Genomsnittlig årsnederbörd är 921 millimeter. Den regnigaste månaden är juli, med i genomsnitt 214 mm nederbörd, och den torraste är januari, med 7 mm nederbörd.